# Ригли-филд
«Ригли-филд» (англ. Wrigley Field) — бейсбольный стадион, расположенный в Чикаго, являющийся домашним для клуба МЛБ «Чикаго Кабс». Он был построен в 1914 году для бейсбольной команды Федеральной лиги «Чикаго Уэйлс». В период с 1920 по 1926 год стадион носил название «Кабс-парк», а затем был переименован в честь владельца команды, создателя знаменитой одноименной жевательной резинки, Уильяма Ригли-младшего. В период между 1921 и 1970 годами на этой арене также проводила свои домашние матчи команда НФЛ «Чикаго Беарз».
Отличительными чертами стадиона являются зрительские места, оборудованные на крышах жилых домов за аутфилдом, и внешняя ограда поля, увитая зеленым плющом, что доставляет неприятности защитникам - иногда они не могут вовремя подобрать закатившийся в заросли мяч. Кроме того, внешняя стена сложена из кирпича и лишена традиционных матов, и потому травмоопасна.
В MLB принято правило специально для этого стадиона: защитник может отказаться доставать мяч из плюща, показав характерный жест "две руки согнуты в локтях и подняты вверх"; тогда фиксируется правило Ground rule double, и все игроки нападающей команды перемещаются на 2 базы вперед.

## Галерея

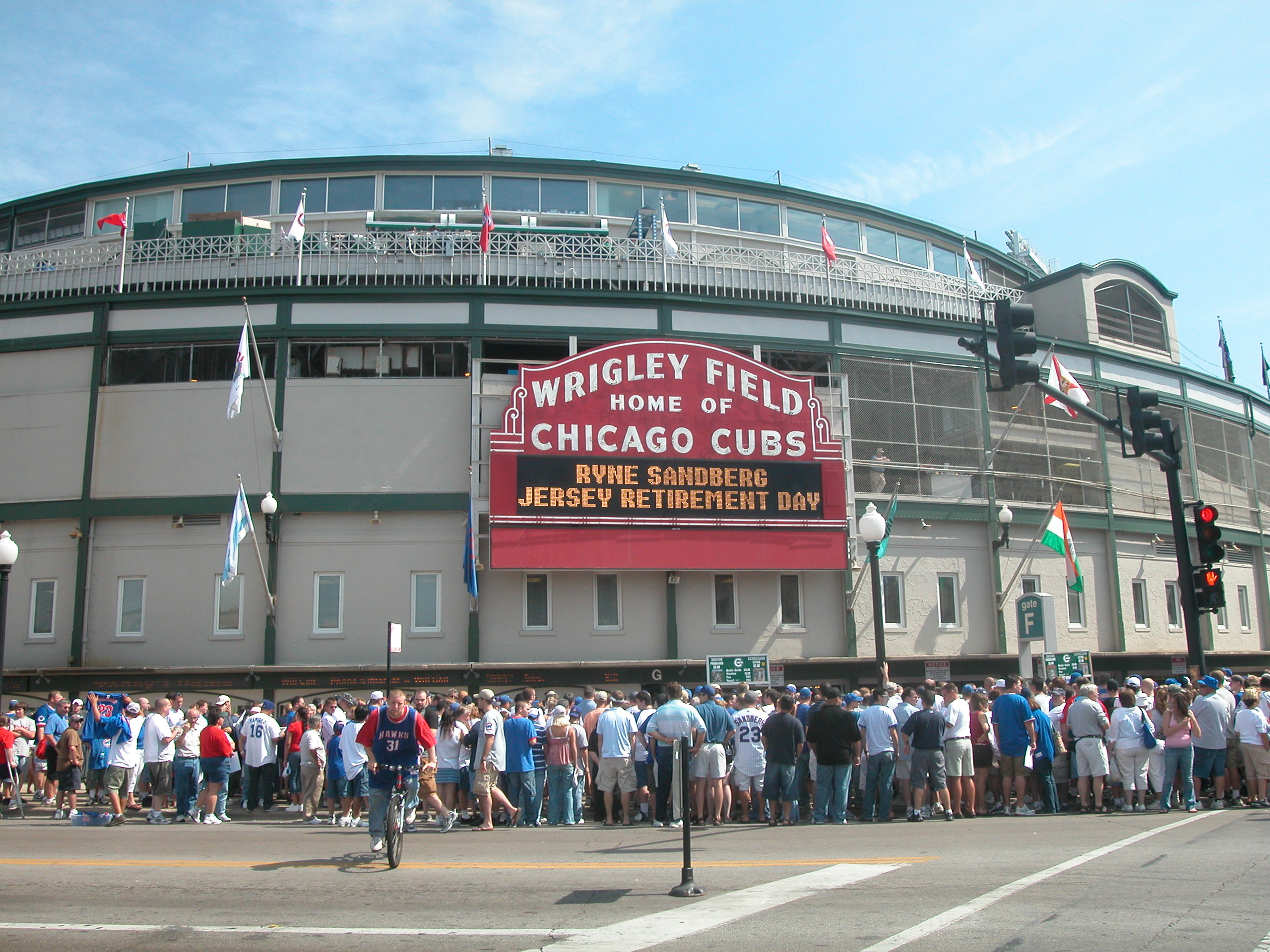
Наружный фасад стадиона
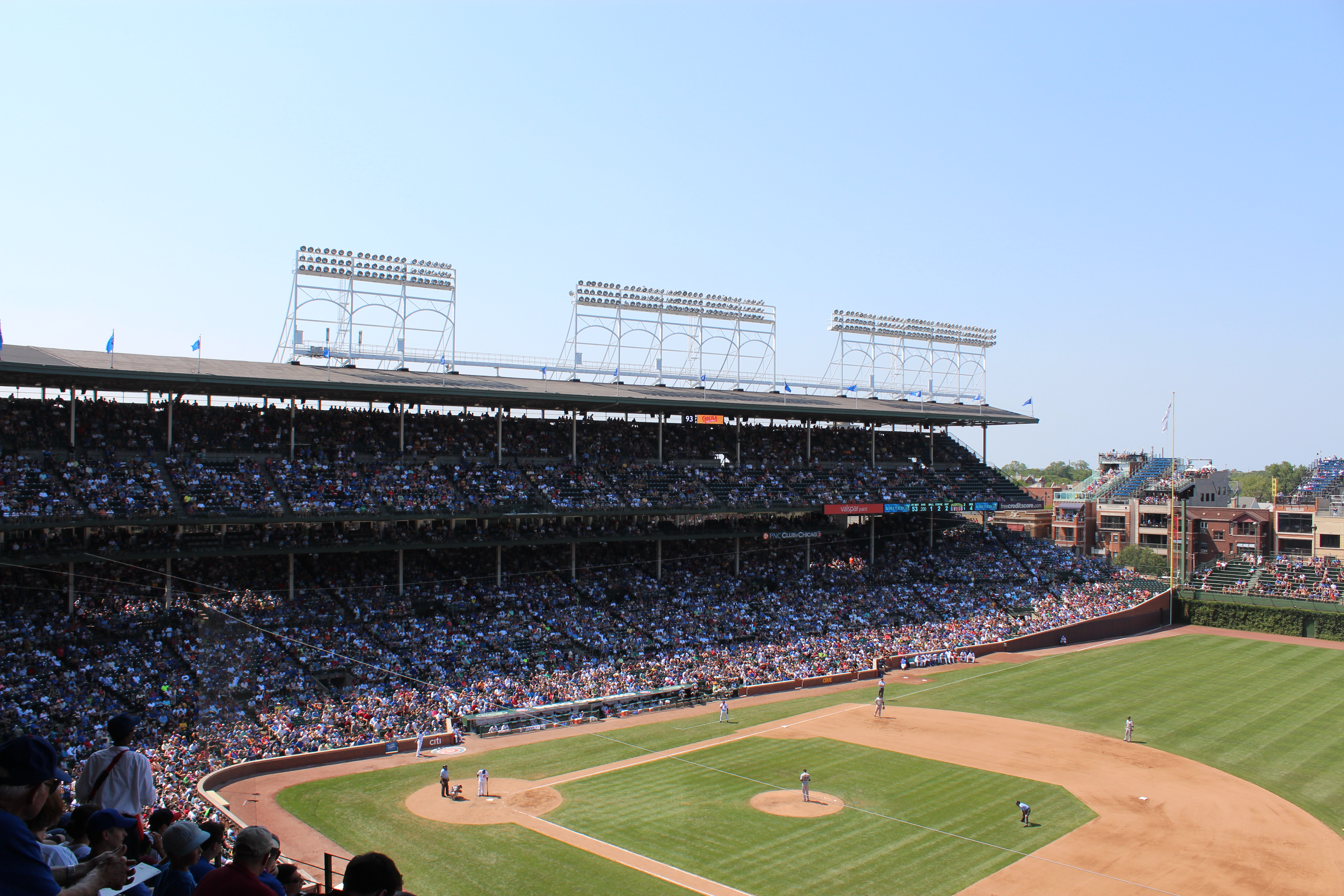
Трибуны
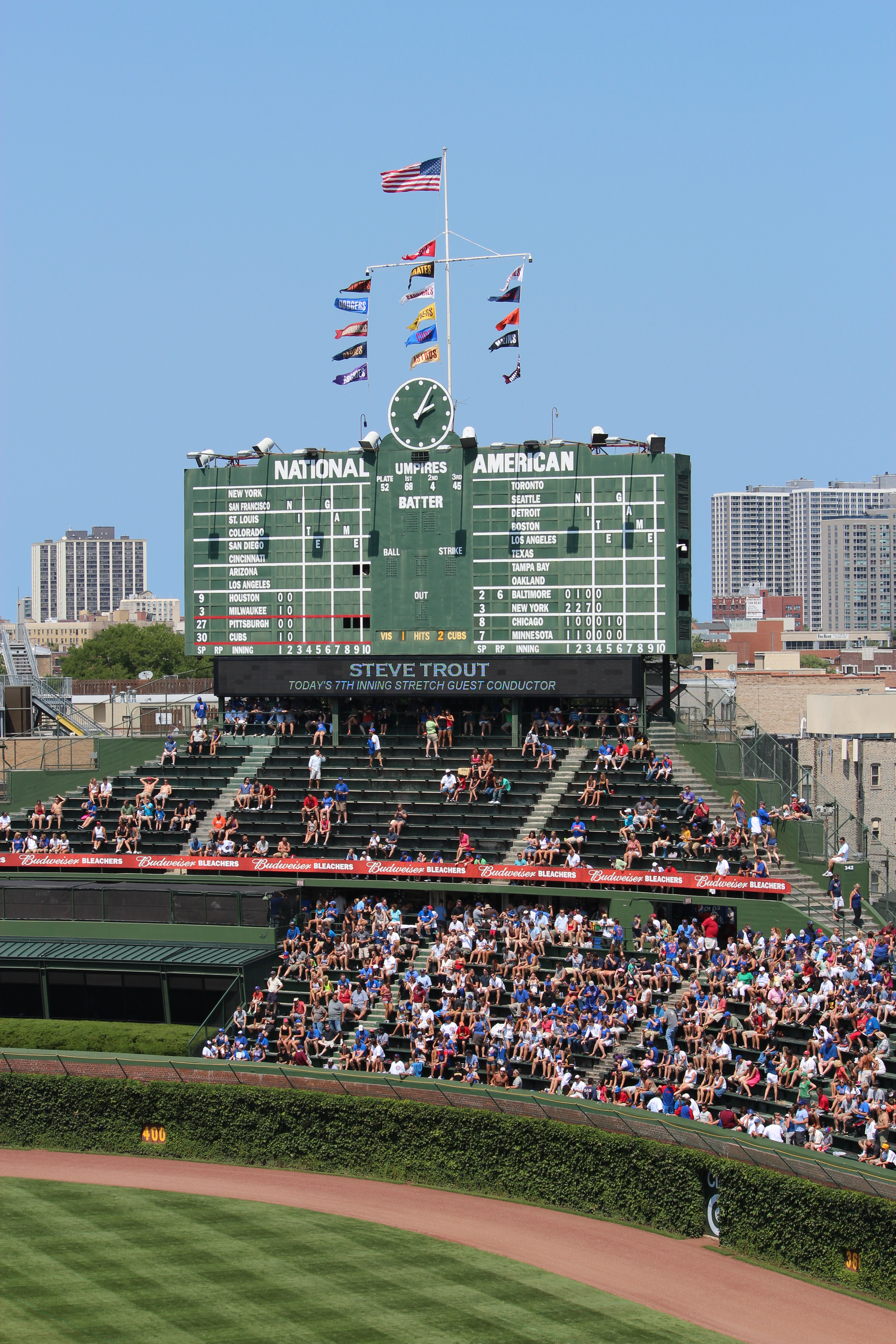
Табло
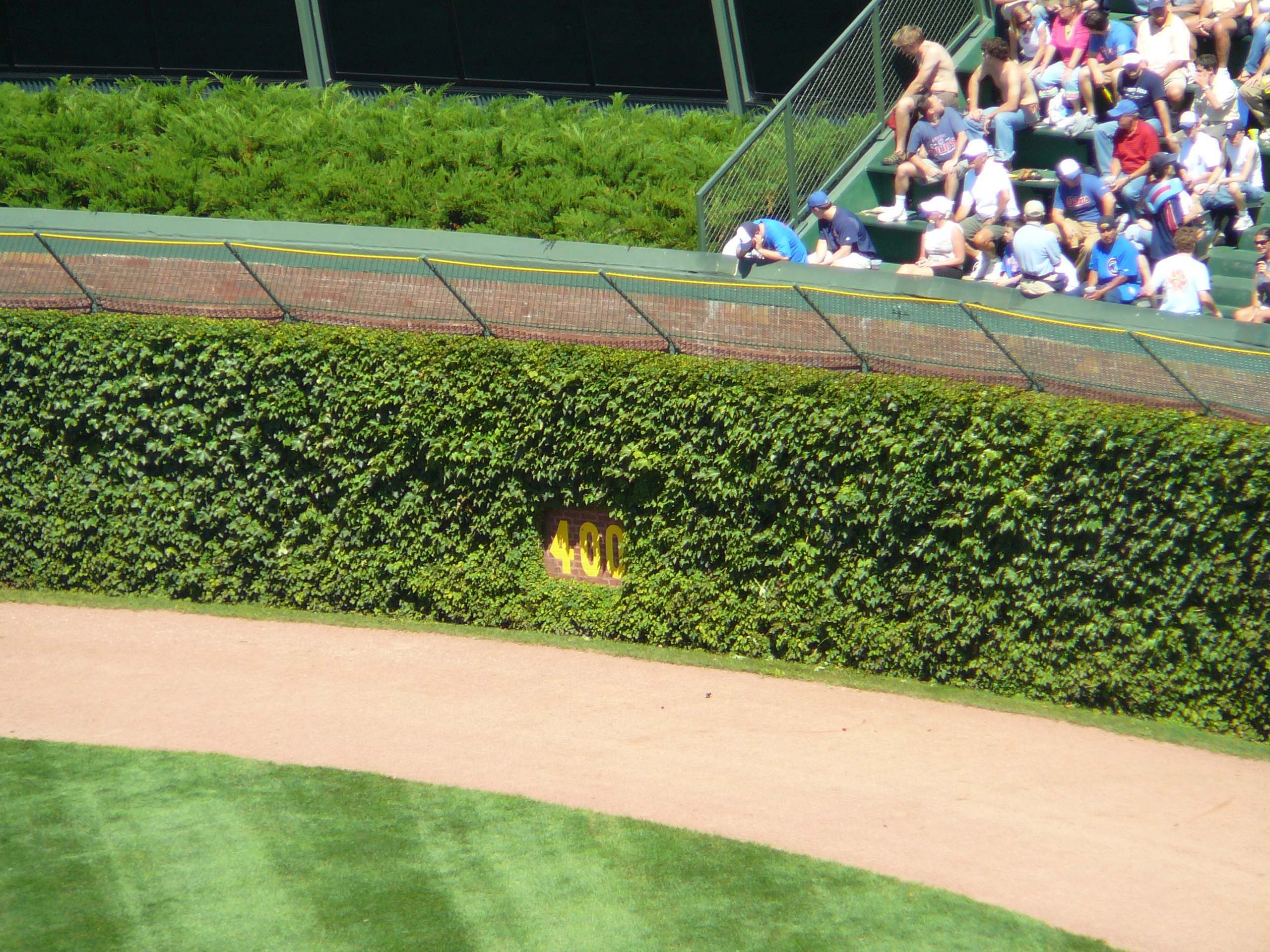
Плющ, украшающий стены поля